# Park Lane (Londen)

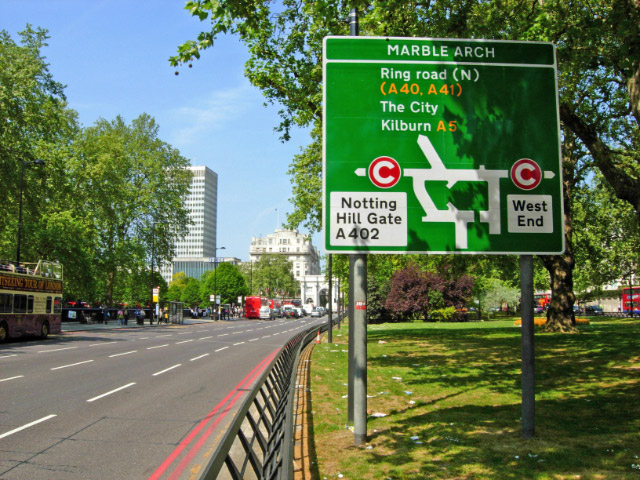

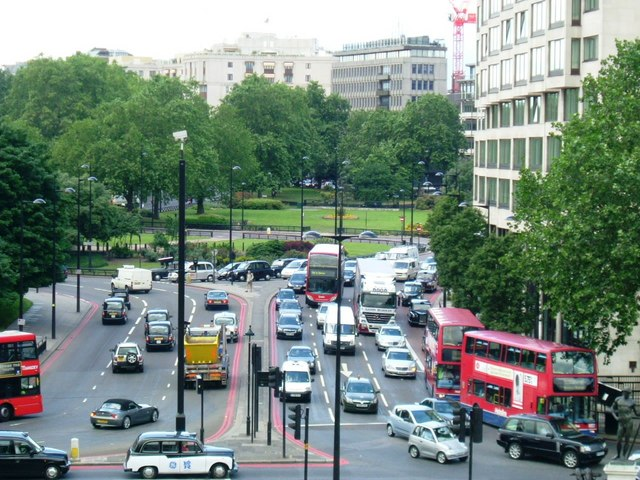

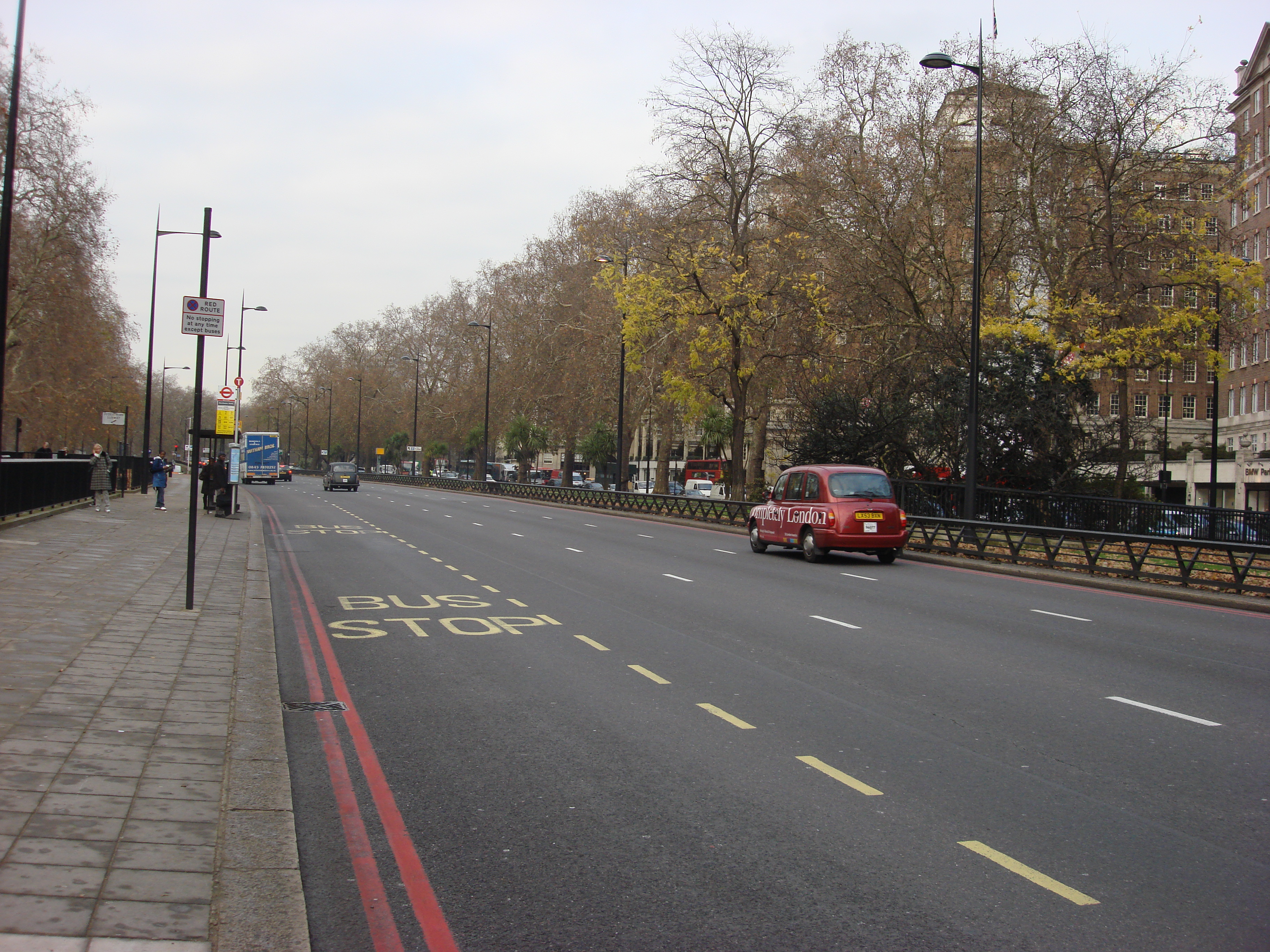

Park Lane is een grote straat in de City of Westminster in Londen. De straat loopt ten oosten van Hyde Park, en vormt de verbinding van Hyde Park Corner naar Marble Arch.
Het is een betrekkelijk kort stuk van ongeveer kilometer lang, maar wel als een brede, doorgaande verkeersroute met zes rijbanen en een middenberm, genummerd A4202. Park Lane is een van drukste straten in de stad.
Tot in de 18e eeuw liep hier een landweg. De locatie werd gezien als een fraaie omgeving en gefortuneerde Londenaren lieten er allengs grote en grotere herenhuizen optrekken, waar de stad vervolgens omheen groeide. Voor de verbreding van de straat na 1945 werden in het zuidelijk deel enkele uitgestrekte huizenblokken gesloopt. Toen op 17 februari 2003 de London congestion charge werd ingevoerd, maakte Park Lane deel uit van de grens van de zone waarbinnen de heffing geldt. Op 19 februari 2007 werd het gebied in westelijke richting uitgebreid, en sindsdien is Park Lane een speciale tolvrije doorgangsroute.
Een deel van zijn roem dankt de straat aan zijn waarde van 350 pond in het bordspel Monopoly, op de plaats van Park Place in het Amerikaanse origineel, de Leidsestraat in de Nederlandse versie en de Antwerpse Meir in het Belgische spel. Met een waarde van £400 is alleen Mayfair kostbaarder onroerend goed in de Londense versie. Mayfair is echter geen straat, maar een hele wijk. Park Lane vormt de grens tussen Mayfair en Hyde Park.

## Gebouwen
Grosvenor House Hotel is een vijfsterenhotel, gebouwd in de jaren '20 op de plek van Grosvenor House, de buitengewoon chique residentie die hier was aangelegd op gezag van de markiezen van Westminster, de familie Grosvenor, later verheven tot hertogen. Het hotel The Dorchester, geopend in 1931, geldt als een van de duurste hotels ter wereld. Andere commerciële activiteiten in de straat zijn van verkopers van auto's en makelaars.
Park Lane was tevens het adres van:
- Moses Montefiore (1784-1885), beroemd jood, Sheriff van Londen, filantroop, op nummer 99.
- Benjamin Disraeli (1804-1881), premier van het Verenigd Koninkrijk, op nummer 93.
- Hugh Grosvenor (1825-1899), 1e hertog van Westminster, rijkste man van het land, filantroop.
- Dame Anna Neagle (1904-1986), actrice, in Aldford House.
- Keith Clifford Hall (1910-1964), pionier van de contactlens, op nummer 140.
- Blake & Mortimer op 99a.

De namen van sommigen staan in blauwe, cirkelvormige plaquettes op de gevel.

## Oorlog
Op 24 november 2004 werd in Park Lane het Animals in War memorial onthuld door Prinses Anne, geïnspireerd door het boek Animals in War uit 1983 van de Engelse schrijfster Jilly Cooper. Het is een reliëf in portlandsteen met een bonte stoet van lastezels, kamelen en olifanten maar met een hoofdrol voor paarden, gemaakt door de beeldend kunstenaar David Backhouse. De grote inscriptie luidt:
This monument is dedicated to all the animals that served and died alongside British and allied forces in wars and campaigns throughout time.
Daaronder staat in kleine letters:
They had no choice.
Op 29 juni 2007 kreeg de politie argwaan na berichten over een verdachte auto in een ondergrondse parkeergarage in Park Lane. De straat werd omstreeks 14:30 uur afgesloten en om 19:00 uur werd officieel bevestigd dat er een bom was gevonden. Meer hierover in het artikel over de verijdelde aanslagen in Londen en Glasgow.